# خورخي لونا
خورخي لونا (بالإسبانية: Jorge Luna)‏ (14 ديسمبر 1986 بتيغري في الأرجنتين - ) هو لاعب كرة قدم أرجنتيني في مركز الوسط. لعب مع إستوديانتيس دي لا بلاتا وخميناسيا خوخوي وديبورتيفو آرمينيو وسانتياغو واندررز ونادي الظفرة وسان مارتين دي سان خوان.

## وصلات خارجية
- خورخي لونا على موقع قاعدة بيانات كرة القدم.إي يو (الإنجليزية)
- خورخي لونا على موقع Soccerway.com (الإنجليزية)
- خورخي لونا على موقع AS.com (الإسبانية)